# Cynorkis uncata
Cynorkis uncata là một loài thực vật có hoa trong họ Lan. Loài này được (Rolfe) Kraenzl. mô tả khoa học đầu tiên năm 1902.